# Хорошево (Грязовецький район)
Хоро́шево (рос. Хорошево) — присілок у складі Грязовецького району Вологодської області, Росія. Адміністративний центр Ком'янського сільського поселення.

## Населення
Населення — 961 особа (2010; 924 у 2002).
Національний склад (станом на 2002 рік):
- росіяни — 97 %